# 佩乔利
佩乔利（義大利語：Peccioli），是意大利比萨省的一个市镇。总面积92.6平方公里，人口4991人，人口密度53.9人/平方公里（2009年）。ISTAT代码为050025。